# Associatie van boshavikskruid en gladde witbol
De associatie van boshavikskruid en gladde witbol (Melampyro pratensis-Hieracietum sabaudi) is een associatie uit het verbond van gladde witbol en havikskruiden (Melampyrion pratensis).

## Naamgeving en codering
| Hieracio-Holcetum mollis Stort., Scham. & Weeda 1996 |

- Syntaxoncode voor Nederland (rVvN): r18Aa02

De wetenschappelijke naam Melampyro pratensis-Hieracietum sabaudi is afgeleid van de botanische namen van respectievelijk hengel (Melampyrum pratensis) en boshavikskruid (Hieracium sabaudum).

## Fysiognomie
De associatie van boshavikskruid en gladde witbol kent dikwijls een zeer grazig karakter. Het zomeraspect is iets ruiger en zeer bloemrijk; vooral gele bloemen bepalen dan het aspect.